# Skaar Ridge
Skaar Ridge ist ein 3 km langer Gebirgskamm in der antarktischen Ross Dependency. In der Königin-Alexandra-Kette erstreckt er sich von der Südostseite des Mount Augusta in südöstlicher Richtung zum Beardmore-Gletscher.
Die Südgruppe um den britischen Polarforscher Ernest Shackleton sichtete dieses Gebiet im Dezember 1908 im Zuge seiner Nimrod-Expedition (1907–1909). Der Gebirgskamm ist der bislang einzige Ort in Antarktika, in der Torf aus dem Perm des Gondwanalands gefunden wurde; dies durch US-amerikanischen Geologen James M. Schopf als Teil einer Mannschaft der Ohio State University, welche zwischen 1969 und 1970 in diesem Gebiet tätig war. Namensgeber des Gebirgskamms ist Leutnant Gerhard E. Skaar (* 1943) von der United States Navy, der den Hubschrauber zur logistischen Unterstützung besagter Mannschaft geflogen hatte.